# Rolling Hills (Wyoming)
Rolling Hills è un centro abitato (town) degli Stati Uniti d'America, situato nella Contea di Converse dello Stato del Wyoming. Nel censimento del 2000 la popolazione era di 449 abitanti.

## Geografia fisica
Secondo i rilevamenti dell'United States Census Bureau, la località di Rolling Hills si estende su una superficie di 1,8 km², tutti occupati da terre.

## Popolazione
Secondo il censimento del 2000, a Rolling Hills vivevano 449 persone, ed erano presenti 115 gruppi familiari. La densità di popolazione era di 244 ab./km². Nel territorio comunale si trovavano 143 unità edificate. Per quanto riguarda la composizione etnica degli abitanti, il 96,66% era bianco, lo 0,22% era afroamericano, lo 0,45% era nativo, lo 0,67% proveniva dall'Asia, lo 0,22% apparteneva ad altre razze e l'1,78% a due o più. La popolazione di ogni razza ispanica corrispondeva al 2,90% degli abitanti.
Per quanto riguarda la suddivisione della popolazione in fasce d'età, il 35,9% era al di sotto dei 18, l'8,2% fra i 18 e i 24, il 30,3% fra i 25 e i 44, il 22,9% fra i 45 e i 64, mentre infine il 2,7% era al di sopra dei 65 anni di età. L'età media della popolazione era di 31 anni. Per ogni 100 donne residenti vivevano 103,2 maschi.